# Nils Eklund
Nils Ernst Gustaf Eklund, född 17 januari 1927 i Bromma i Stockholm, är en svensk skådespelare.

## Biografi
Eklund är son till skådespelarna Ernst och Alice Eklund samt bror till museimannen, konstkritikern och författaren Hans Eklund (1921–2018). Han har provat på de flesta teatergenrer, från dramatiska pjäser till musikaler och revyer. Han arbetade på Malmö Stadsteater under Ingmar Bergman-epoken, har varit engagerad vid Stockholms Stadsteater och på privatteatrar som Oscars, Maximteatern, Vasan, Intiman och Scalateatern. På Dramaten har han medverkat i produktioner som Den dödsdömde, Mäster Olof, Tolvskillingsoperan och Spöksonaten.
Han har medverkat i film och TV-produktioner som till exempel Sinkadus, Lösa förbindelser, Göta kanal och Kråsnålen. Eklund har även gjort röster till många tecknade filmer; den mest kända är nog rösten till Sultanen i Agraba i Disneys Aladdin och berättarrösten i Skymningssagor. Han var också Pom-Pom i Svenska Sesam som sändes i svensk TV i början av 1980-talet.
Tillsammans med Lasse O'Månsson och Carl-Uno Sjöblom dömdes han, som de sista i Sverige, 1963 för brott mot trosfriden efter att ha vanhelgat nattvardens helighet i ett satiriskt radioinslag.
Eklund tilldelades Litteris et Artibus 2010.

## Filmografi i urval

### Film
- 1942 – Bambi (röst, omdubb 1986)
- 1952 – Flyg-Bom
- 1955 – Lady och Lufsen (röst, omdubb 1989)
- 1963 – Mordvapen till salu
- 1964 – Wild West Story
- 1964 – Att älska
- 1964 – Henrik IV
- 1964 – Svenska bilder
- 1967 – Tvärbalk
- 1969 – Bokhandlaren som slutade bada
- 1971 – Amala Kamala
- 1972 – The Day the Clown Cried
- 1972 – Statare
- 1973 – Elsa får piano
- 1973 – Pistolen
- 1973 – Näsan (TV-film)
- 1974 – Vita nejlikan eller Den barmhärtige sybariten
- 1975 – Champagnegalopp
- 1976 – På palmblad och rosor
- 1977 – Jack
- 1977 – Vårbrytning
- 1978 – Män kan inte våldtas
- 1981 – Göta kanal
- 1981 – Pelle Svanslös (röst)
- 1985 – Hålet
- 1985 – Taran och den magiska kitteln (röst)
- 1985 – Pelle Svanslös i Amerikatt (röst)
- 1986 – Amorosa
- 1986 – Mästerdetektiven Basil Mus (röst)
- 1986 – Min pappa är Tarzan
- 1988 – Mannen med jojon
- 1988 – Folk och rövare i Kamomilla stad (röst)
- 1989 – Resan till Melonia (röst)
- 1989 – Den lilla sjöjungfrun (röst)
- 1992 – Aladdin (röst)
- 1994 – Jafars återkomst (röst)
- 1995 – Gordy (röst)
- 1996 – Aladdin och rövarnas konung (röst)
- 1996 – Jerusalem
- 1999 – Asterix och Obelix möter Caesar (röst)
- 2000 – Babar – elefanternas konung (röst)
- 2001 – Lady och Lufsen II: Ludde på äventyr (röst)
- 2002 – Asterix & Obelix: Uppdrag Kleopatra (röst)
- 2002 – Karlsson på taket (röst)
- 2005 – Kejsarens nya stil 2 – Kronks nya stil (röst)
- 2006 – Asterix och vikingarna (röst)
- 2006 – Bambi 2 (röst)
- 2007 – Askungen 3 – Det magiska trollspöet (röst)
- 2007 – Familjen Robinson (röst)
- 2008 – Asterix på olympiaden (röst)
- 2009 – Upp (röst)
- 2010 – Berättelsen om Narnia: Kung Caspian och skeppet Gryningen (röst)
- 2011 – Hopp (röst)
- 2011 – Arthur och julklappsrushen (röst)
- 2014 – Flygplan 2: Räddningstjänsten (röst)
- 2014 – Asterix – Gudarnas hemvist (röst)
- 2019 – Asterix: Den magiska drycken (röst)

### TV
- 1969 – Pippi Långstrump (TV-serie)
- 1972 – Barnen i Höjden (TV-serie)
- 1972 – Bröderna Malm (TV-serie)
- 1974 – Kvarteret Oron (TV-serie)
- 1974 – Engeln (TV-serie)
- 1975 – Pojken med guldbyxorna (TV-serie)
- 1975 – Nisse och Greta (TV-serie)
- 1977 – Conny och Tojan (TV-serie)
- 1980 – Sinkadus (TV-serie)
- 1981–1982 – Svenska Sesam (TV-serie)
- 1983 – Den tredje lyckan (TV-serie)
- 1985 – Lösa förbindelser (TV-serie)
- 1987 – Paganini från Saltängen (TV-serie)
- 1988 – Kråsnålen (TV-serie)
- 1989 – Familjen Schedblad (TV-serie)
- 1991 – Mord och passion (TV-serie)
- 1992 – Rederiet (TV-serie) – Folke Högberg, Dahléns advokat
- 1994 – Aladdin (TV-serie) (röst som Sultanen)
- 1998 – Nudlar och 08:or (TV-serie)
- 2002 – Karlsson på taket (animerad TV-serie) (TV-serie)
- 2016 – Selmas saga (TV-serie) (Julkalender)

## Teater

### Roller (ej komplett)
| År   | Roll                       | Produktion                                                                                               | Regi                 | Teater                                              |
| ---- | -------------------------- | --- | -------------------- | --------------------------------------------------- |
| 1947 | Carey                      | Röd i det blå (Plans For Tomorrow) Zoë Akins                                                             | Ernst Eklund         | Vasateatern                                         |
| 1947 | Per-Axel                   | Han träffas inte här Gustaf Hellström                                                                    | Ernst Eklund         | Blancheteatern Senare flyttad till Lisebergsteatern |
| 1949 | Jimmy                      | Brittsommar (September Tide) Daphne du Maurier                                                           | Per-Axel Branner     | Nya Teatern/ Riksteatern                            |
| 1950 | Andre ligisten             | Simon trollkarlen Tore Zetterholm                                                                        | Ingrid Luterkort     | Helsingborgs stadsteater                            |
| 1950 | Förste läkaren             | Vävaren i Bagdad Hjalmar Bergman                                                                         | Keve Hjelm           | Helsingborgs stadsteater                            |
| 1951 | Oscar                      | Millionären från Peru (Meine Nichte Susanne) Hans Adler och Alexander Steinbrecher                       | John Zacharias       | Helsingborgs stadsteater                            |
| 1951 | Peter Shay                 | Jane W. Somerset Maugham                                                                                 | Ingrid Luterkort     | Helsingborgs stadsteater                            |
| 1951 | Emile                      | Brott och brott August Strindberg                                                                        | John Zacharias       | Helsingborgs stadsteater                            |
| 1951 | Antoine                    | Adèle ser i syne (Le Don d'Adèle) Pierre Barillet och Jean-Pierre Grédy                                  | Keve Hjelm           | Helsingborgs stadsteater                            |
| 1951 | Herrera                    | Hus med dubbel ingång (Casa con dos puertas) Pedro Calderón de la Barca                                  | John Zacharias       | Helsingborgs stadsteater                            |
| 1951 |                            | Kära Ruth (Dear Ruth) Norman Krasna                                                                      | Ernst Eklund         | Lisebergsteatern                                    |
| 1951 |                            | Loulou Marcel Thiébaut                                                                                   | Ernst Eklund         | Lisebergsteatern                                    |
| 1951 | Alfred                     | Lyckliga tid (Les Jours heureux) Samuel A. Taylor                                                        | Ingrid Luterkort     | Helsingborgs stadsteater                            |
| 1951 | Charles Lomax              | Lorden från gränden (Me and My Girl) L. Arthur Rose och Noel Gay                                         | Nils Poppe           | Helsingborgs stadsteater                            |
| 1952 | Matros Sims                | Måsar över Sorrento (Seagulls Over Sorrento) Hugh Hastings                                               | John Zacharias       | Helsingborgs stadsteater                            |
| 1952 | Valentin                   | Bröllopet på Seine (La Belle Marinière) Marcel Achard                                                    | Ingrid Luterkort     | Helsingborgs stadsteater                            |
| 1952 | Donald Gresham             | Patty (The Moon Is Blue) F. Hugh Herbert                                                                 | Ingrid Luterkort     | Helsingborgs stadsteater                            |
| 1952 | Kyparen                    | Jag vill kärleken (Eurydice) Jean Anouilh                                                                | Ingrid Luterkort     | Helsingborgs stadsteater                            |
| 1952 | Philip Welch               | Livet ska levas (The Deep Blue Sea) Terence Rattigan                                                     | Ingrid Luterkort     | Helsingborgs stadsteater                            |
| 1953 | Ed                         | Komedin om oss människor (You Can't Take It with You) Moss Hart och George S. Kaufman                    | Ingrid Luterkort     | Helsingborgs stadsteater                            |
| 1953 | Max Halliday               | Mord per telefon (Dial M for Murder) Frederick Knott                                                     | John Zacharias       | Helsingborgs stadsteater                            |
| 1953 | Vaktmästaren               | Apollon från Bellac (L'Apollon de Bellac) Jean Giraudoux                                                 | Gunnar Olsson        | Helsingborgs stadsteater                            |
| 1953 | Gorin                      | Ett huvud kortare (La tête des autres) Marcel Aymé                                                       | John Zacharias       | Helsingborgs stadsteater                            |
| 1953 | Skådespelare 3             | Sex roller söka en författare (Sei personaggi in cerca d'autore) Luigi Pirandello                        | Ingmar Bergman       | Malmö stadsteater                                   |
| 1953 |                            | Patty F. Hugh Herbert                                                                                    | Knut Ström           | Malmö stadsteater                                   |
| 1953 |                            | Jeppe på Berget (Jeppe paa Bierget) Ludvig Holberg                                                       | Ebbe Linde           | Malmö stadsteater                                   |
| 1953 |                            | Flickan och gudarna (Der gute Mensch von Sezuan) Bertolt Brecht och Paul Dessau                          | Hans Dahlin          | Malmö stadsteater                                   |
| 1953 | Jeremias                   | Slottet (Das Schloss) Max Brod efter en roman av Franz Kafka                                             | Ingmar Bergman       | Malmö stadsteater                                   |
| 1954 |                            | Intermezzo Jean Giraudoux                                                                                | Lars-Levi Laestadius | Malmö stadsteater                                   |
| 1954 |                            | Dårskapens timme (L'ora della fantasia) Anna Bonacci                                                     | Yngve Nordwall       | Malmö stadsteater                                   |
| 1954 |                            | Vildanden Henrik Ibsen                                                                                   | Lars-Levi Laestadius | Malmö stadsteater                                   |
| 1954 |                            | Juno och påfågeln (Juno and the Paycock) Sean O'Casey                                                    | Mats Johansson       | Malmö stadsteater                                   |
| 1955 | Dimanche                   | Don Juan (Dom Juan ou Le Festin de pierre) Molière                                                       | Ingmar Bergman       | Malmö stadsteater                                   |
| 1955 | Sumata                     | Thehuset Augustimånen (The Tea House of the August Moon) John Patrick                                    | Ingmar Bergman       | Malmö stadsteater                                   |
| 1955 |                            | Världens ände Sigvard Mårtensson                                                                         | Mats Johansson       | Malmö stadsteater                                   |
| 1955 |                            | Trasiga änglar eller Änglaköket (La Cuisine des anges) Albert Husson                                     | Yngve Nordwall       | Malmö stadsteater                                   |
| 1955 |                            | Drömflickan (Dream Girl) Elmer Rice                                                                      | Mats Johansson       | Malmö stadsteater                                   |
| 1955 |                            | Donadieu Fritz Hochwälder                                                                                | Lars-Levi Laestadius | Malmö stadsteater                                   |
| 1955 |                            | Revisorn (Ревизор, Revizor) Nikolaj Gogol                                                                | Lars-Levi Laestadius | Malmö stadsteater                                   |
| 1956 |                            | Huckleberry Finns äventyr (The Adventures of Huckleberry Finn) Gösta Tersérus efter Mark Twains roman    | Mats Johansson       | Malmö stadsteater                                   |
| 1956 |                            | Fruar på vift (Le Dindon) Georges Feydeau                                                                | Yngve Nordwall       | Malmö stadsteater                                   |
| 1956 |                            | Hjälte mot sin vilja (No time for Sergeants) Ira Levin efter en roman av Mac Hyman                       | Yngve Nordwall       | Malmö stadsteater                                   |
| 1956 | Charlie Davenport          | Annie Get Your Gun Irving Berlin, Dorothy Fields och Herbert Fields                                      | Ivo Cramér           | Malmö Stadsteater                                   |
| 1956 | Gooper                     | Katt på hett plåttak (Cat on a Hot Tin Roof) Tennessee Williams                                          | Ingmar Bergman       | Malmö stadsteater                                   |
| 1956 | Johan                      | Erik XIV August Strindberg                                                                               | Ingmar Bergman       | Malmö stadsteater                                   |
| 1957 | Monsieur Ballon            | Peer Gynt Henrik Ibsen                                                                                   | Ingmar Bergman       | Malmö stadsteater                                   |
| 1957 | Horace J. Pennypacker      | Den fantastiske herr Pennypacker (The Remarkable Mr. Pennypacker) Liam O'Brien                           | Mats Johansson       | Folkteatern, Göteborg                               |
| 1957 | Henriksson                 | Isak Juntti hade många söner Björn-Erik Höijer                                                           | Gunnar Ekström       | Folkteatern, Göteborg                               |
| 1958 | Shawn Keogh                | Hjälten på den gröna ön (The Playboy of the Western World) John Millington Synge                         | Mats Johansson       | Folkteatern, Göteborg                               |
| 1958 |                            | Mannen, djuret och dygden (L'uomo, la bestia e la virtù) Luigi Pirandello                                | Gunnar Ekström       | Folkteatern, Göteborg                               |
| 1959 | Hertigen av Paris          | Romans på slottet Staffan Tjerneld och Kai Normann Andersen                                              | Jackie Söderman      | Folkteatern, Göteborg                               |
| 1959 |                            | Doft av honung (A Taste of Honey) Shelagh Delaney                                                        | Yngve Nordwall       | Malmö stadsteater                                   |
| 1959 |                            | En vintersaga (The Winter's Tale) William Shakespeare                                                    | Sandro Malmquist     | Malmö stadsteater                                   |
| 1960 |                            | Som man ropar i skogen... (Лес, Les) Aleksandr Ostrovskij                                                | Lars-Levi Laestadius | Malmö stadsteater                                   |
| 1960 |                            | Läckan Bertil Schütt                                                                                     | Yngve Nordwall       | Malmö stadsteater                                   |
| 1960 | Christian Martin           | Oscar - eller En halv million i kappsäcken (Oscar) Claude Magnier                                        | Åke Engfeldt         | Malmö stadsteater                                   |
| 1961 | Crispin                    | Det givmilda testamentet (Le Légataire universel) Jean-François Regnard                                  | Tore Karte           | Fredriksdalsteatern                                 |
| 1961 | Rodrigo, ädling            | Othello William Shakespeare                                                                              | Birgit Cullberg      | Stockholms stadsteater                              |
| 1961 | Epichodov, bokhållare      | Körsbärsträdgården (Вишнёвый сад, Visjnjovyj sad) Anton Tjechov                                          | Bengt Ekerot         | Stockholms stadsteater                              |
| 1961 | Bokhållare Zanzi           | Violerna (Les violettes) Georges Schehadé                                                                | Sam Beskow           | Stockholms stadsteater                              |
| 1961 | Kinesias                   | Lysistrate (Λυσιστράτη, Lysistrátē) Aristofanes                                                          | Hans Dahlin          | Stockholms stadsteater                              |
| 1962 | Frank                      | Sagoprinsen Vilhelm Moberg                                                                               | Carl Johan Ström     | Stockholms stadsteater                              |
| 1963 | Grenerot Skattmasen m. fl. | Lax, lax, lerbak Alf Henrikson                                                                           | Carl Johan Ström     | Stockholms stadsteater                              |
| 1964 | Majoren Polisdamen m. fl.  | Han hade två pistoler med svarta och vita ögon (Aveva due pistole con gli occhi bianchi e neri) Dario Fo | Hans Dahlin          | Stockholms stadsteater                              |
| 1964 | Polisen Akademikern        | Skärmarna (Les Paravents) Jean Genet                                                                     | Per Verner-Carlsson  | Stockholms stadsteater                              |
| 1964 | Fingerkroks-Jakob          | Tolvskillingsoperan (Die Dreigroschenoper) Kurt Weill och Bertolt Brecht                                 | Hans Dahlin          | Stockholms stadsteater                              |
| 1965 | Lärde IV                   | Isabella (Isabella, tre caravelle e un cacciaballe) Dario Fo                                             | Frank Sundström      | Stockholms stadsteater                              |
| 1965 | Medverkande                | O Sandro Key-Åberg                                                                                       | Claes von Rettig     | Stockholms stadsteater på Lilla Teatern             |
| 1966 |                            | Omaka par (The Odd Couple) Neil Simon                                                                    | Stig Ossian Eriksson | Intiman                                             |
| 1968 | Överste Melkett            | Black Comedy Peter Shaffer                                                                               | Hasse Ekman          | Intiman                                             |
| 1969 |                            | En gång till, Sam! (Play It Again, Sam) Woody Allen                                                      | Stig Olin            | Intiman                                             |
| 1970 | Konstapel O'Hara           | Arsenik och gamla spetsar (Arsenic and Old Lace) Joseph Kesselring                                       | Hasse Ekman          | Scalateatern                                        |
| 1970 | Eugen von Rohnsdorff       | Csardasfurstinnan (Die Csárdásfürstin) Emmerich Kálmán, Leo Stein och Béla Jenbach                       | Isa Quensel          | Oscarsteatern                                       |
| 1971 |                            | Gröna hissen (Fair and Warmer) Avery Hopwood                                                             | Isa Quensel          | Maximteatern                                        |
| 1974 | Medverkande                | Paviljongen, revy Carl Zetterström                                                                       | Hans Bergström       | Scalateatern                                        |
| 1976 | Reg                        | Familjens Don Juan (Norman Conquest) Alan Ayckbourn                                                      | Per Gerhard          | Vasateatern                                         |
| 1977 | Stephen Spettigue          | Charleys tant (Charley's Aunt) Brandon Thomas                                                            | Per Gerhard          | Vasateatern                                         |
| 1978 | Doktor Bradman             | Min fru går igen (Blithe Spirit) Noël Coward                                                             | Per Gerhard          | Vasateatern                                         |
| 1980 | Advokaten                  | Hustruskolan (L'école des femmes) Molière                                                                | Alf Sjöberg          | Dramaten                                            |
| 1983 | Frederick Fellowes         | Rampfeber (Noises Off) Michael Frayn                                                                     | Per Gerhard          | Vasateatern                                         |
| 1986 |                            | Leva loppan (La puce à l'oreille) Georges Feydeau                                                        | Pierre Fränckel      | Vasateatern                                         |
| 1988 | Nils Betjänten             | Mäster Olof August Strindberg                                                                            | Lennart Hjulström    | Dramaten                                            |
| 1988 | Kimball, Pastor            | Tolvskillingsoperan (Die Dreigroschenoper) Bertolt Brecht och Kurt Weill                                 | Peter Langdal        | Dramaten                                            |
| 1989 |                            | Charleys tant (Charley's Aunt) Brandon Thomas                                                            | Per Gerhard          | Vasateatern                                         |
| 1991 |                            | Gröna hissen (Fair and Warmer) Avery Hopwood                                                             | Hans Bergström       | Vasateatern                                         |
| 1991 | Truscott                   | Stålar (Loot) Joe Orton                                                                                  | Peter Dalle          | Intiman                                             |
| 1998 | Bryden Thomas              | Makten och härligheten (The Absence of War) David Hare                                                   | Benny Fredriksson    | Stockholms stadsteater                              |
| 1998 | Willie                     | Lyckliga dagar (Happy days) Samuel Beckett                                                               | Karl Dunér           | Dramaten                                            |
| 2000 | Den döde                   | Spöksonaten August Strindberg                                                                            | Ingmar Bergman       | Dramaten                                            |
| 2010 | Gunther                    | Slott i Sverige (Château en Suède) Françoise Sagan                                                       | Jenny Andreasson     | Dramaten                                            |

## Radioteaterroller (ej komplett)
| År   | Roll | Produktion                        | Regi          |
| ---- | ---- | --------------------------------- | ------------- |
| 1967 |      | Buss på kontinenten Ove Magnusson | Olof Thunberg |

## Bilder

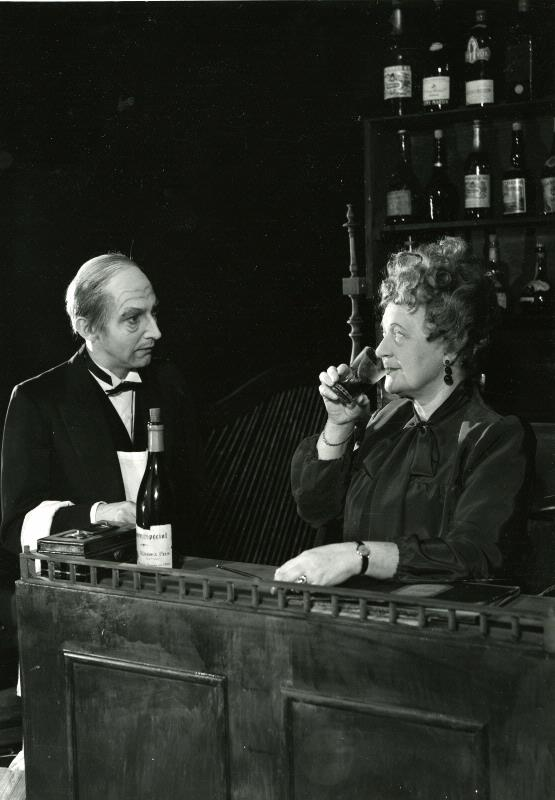
Nils Eklund och Svea Dahlqvist i Jag vill kärleken på Helsingborgs stadsteater 1952.